# Boniface (Vorname)
Boniface ist ein männlicher Vorname und die französische (auch englische) Variante des Namens Bonifatius.

## Namensträger
- Boniface Alexandre (1936–2023), haitianischer Richter, Politiker, von 2004 bis 2006 Präsident von Haiti
- Boniface de Challant († 1308), katholischer Schweizer Geistlicher, von 1289 bis 1308 Bischof von Sitten
- Boniface Toroitich Kiprop (* 1985), ugandischer Langstreckenläufer
- Boniface Lele (1947–2014), kenianischer römisch-katholischer Geistlicher, 2005 bis 2013 Erzbischof von Mombasa
- Boniface Mweresa (* 1993), kenianischer Sprinter (400-Meter-Lauf)
- Boniface N’dong (* 1977), senegalesisch-deutscher Basketballspieler
- Boniface Tshosa Setlalekgosi (1927–2019), botswanischer Geistlicher, römisch-katholischer Bischof von Gaborone
- Boniface Tumuti (* 1992), kenianischer Hürdenläufer und Sprinter
- Boniface Usisivu (* 1974), kenianischer Langstreckenläufer